# Purinski metabolizam
Mnogi organizmi imaju metaboličke puteve za sintezu i razlaganje purina.

## Biosinteza
Purini se biološki sintetišu kao nukleotidi, i posebno kao ribotidi, i.e baze vezane za ribozu 5-fosfat. Ključni regulatorni korak je proizvodnja 5-fosfo-α--ribozil 1-pirofosfata posredstvom PRPP sintetaze, koja se aktivira neorganskim fosfatom, a deaktivira purinskim ribonukleotidima. Ovaj stepen nije specifičan za sintezu purina. PRPP se takođe koriste u pirimidinskoj sintezi i selvidž putu. Prvi usmereni korak je reakcija PRPP, glutamina i vode do 5'-fosforibozilamina, glutamina, i pirofosfata - koji katalizuje pirofosfat amidotransferaza, koju aktivira PRPP, a inhibiraju AMP, GMP i IMP.
Adenin i guanin su derivati nukleotida inozin monofosfat (IMP), koji je prvo jedinjenje na putu koje ima kompletno formirani purinski prsten.
Inozin monofosfat se sintetiše počevši od riboza-fosfata putem kompleksnog sintetičkog puta. Postoji više mogućih izvora atoma ugljenika i azota purinskog prstena, 5 i 4 respektivno. Aminokiselina glicin daje sve svoje atome ugljenika (2) i azota (1). Dodatni atomi azota potiču od glutamina (2) i asparaginske kiseline (1), a dodatni atomi ugljenika sa formil grupe (2), koji se prenose sa koenzima tetrahidrofolata kao 10-formiltetrahidrofolat, i atomi ugljenika sa bikarbonata (1). Formil grupe formiraju ugljenik-2 i ugljenik-8 purinskog prstena. 

### 
- IMP dehidrogenaza konvertuje  u
- sintaza konvertuje  u
-GMP reduktaza konvertuje  nazad u

- adenilosukcinat sintaza konvertuje IMP u adenilosukcinat
- adenilosukcinat lijaza konvertuje adenilosukcinat u
- AMP deaminaza konvertuje  nazad u

## Degradacija
Purini se metabolizuju posredstvom nekoliko enzima:

### Guanin
- Nukleaza odvaja nukleotid
- Nukleotidaza formira guanozin
- Purinska nukleozidna fosforilaza konvertuje guanozin do guanina
- Guanaza konvertuje guanin do ksantina
- Ksantinska oksidaza (forma ksantin oksidoreduktaze) katalizuje oksidaciju ksantina do urične kiseline

### Adenin
- Nukleaza odvaja nukleotid
  - Nukleotidaza formira adenozin, zatim adenozin deaminaza formira inozin
  - Alternativno, AMP deaminaza formira inozinsku kiselinu, zatim nukleotidaza formira inozin
- Purinska nukleozidna fosforilaza deluje na inozin i formira hipoksantin
- Ksantinska oksidoreduktaza katalizuje biotransformaciju hipoksantina u ksantin
- Ksantinska oksidoreduktaza deluje na ksantin da formira uričnu kiselinu

## Spoljašnje veze
- Medicinska biohemija
- Purinski metabolizam Архивирано на веб-сајту  (21. септембар 2020)